# Marianne Myklebust
Marianne Myklebust (ur. 27 listopada 1967) – norweska biegaczka narciarska, złota medalistka mistrzostw świata juniorów.

## Kariera
W 1986 roku wystąpiła na mistrzostwach świata juniorów w Sainte-Croix, zajmując czwarte miejsce w biegu na 5 km techniką klasyczną, ósme w biegu na 15 km stylem dowolnym oraz pierwsze w sztafecie. Podczas rozgrywanych rok później mistrzostw świata juniorów w Asiago zajęła odpowiednio 8., 19. miejsce i szóste miejsce.
W Pucharze Świata zadebiutowała 1 marca 1986 roku w Lahti, zajmując drugie miejsce w sztafecie. Pierwsze pucharowe punkty zdobyła dzień później w tej samej miejscowości, zajmując siódme miejsce w biegu na 5 km. Nigdy nie stanęła na podium zawodów tego cyklu, nigdy też nie poprawiła wyniku z Lahti. Najlepsze rezultaty osiągnęła w sezonie 1985/1986, kiedy zajęła 29. miejsce w klasyfikacji generalnej.
Nigdy nie wystąpiła na igrzyskach olimpijskich ani mistrzostwach świata.

## Osiągnięcia

### Mistrzostwa świata juniorów
| Miejsce | Dzień     | Rok  | Miejscowość | Konkurencja            | Czas biegu | Strata  | Zwyciężczyni       |
| ------- | --------- | ---- | ----------- | ---------------------- | ---------- | ------- | ------------------ |
| 4.      | 13 lutego | 1986 | Lake Placid | 5 km stylem klasycznym | 16:10,1    | +23,3   | Lubow Jegorowa     |
| 1.      | 15 lutego | 1986 | Lake Placid | Sztafeta 3x5 km        | 47:08,6    | -       | -                  |
| 8.      | 17 lutego | 1986 | Lake Placid | 15 km stylem dowolnym  | 43:43,8    | +2:11,4 | Gaby Nestler       |
| 8.      | 4 lutego  | 1987 | Asiago      | 5 km stylem klasycznym | 14:18,4    | +43,6   | Tatjana Bondariewa |
| 6.      | 6 lutego  | 1987 | Asiago      | Sztafeta 3x5 km        | 41:26,9    | +1:45,7 | ZSRR               |
| 19.     | 8 lutego  | 1987 | Asiago      | 15 km stylem dowolnym  | 39:59,0    | +3:44,8 | Jelena Trubicyna   |

### Puchar Świata

#### Miejsca w klasyfikacji generalnej
- sezon 1985/1986: 29.
- sezon 1992/1993: 61.
- sezon 1994/1995: -

#### Miejsca na podium
Myklebust nigdy nie stanęła na podium indywidualnych zawodów PŚ.